# Cozzo Busunè
Cozzo Busonè è un colle che si trova al confine tra il comune di Raffadali e Agrigento.

## Sito archeologico
Vi è stata rinvenuta una necropoli con tombe a forno e due tombe a camera con oggetti di pietra e di ceramica. Vi erano inoltre sepolture a grotticella di epoca eneolitica antica, dove furono rinvenute nel 1967 in seguito ad una campagna di scavo archeologico, le due Veneri di Busonè, conservate nel Museo archeologico regionale di Agrigento.

## Leggende e folklore
Secondo una leggenda araba la montagna si aprirebbe ogni sette anni e mezzo rivelando i tesori celati al suo interno.